# Литорале Норд (Кампобасо)
Литорале Норд је насеље у Италији у округу Кампобасо, региону Молизе.
Према процени из 2011. у насељу је живело 73 становника. Насеље се налази на надморској висини од 9 м.